# Carlo Gioacchino di Fürstenberg
Carlo Gioacchino di Fürstenberg-Stühlingen (Donaueschingen, 31 marzo 1777 – Donaueschingen, 17 maggio 1804) fu principe di Fürstenberg dal 1796 fino alla sua morte.

## Biografia

### Giovinezza ed educazione
Carlo Gioacchino era il figlio minore del principe Giuseppe Venceslao di Fürstenberg e di sua moglie, la contessa Maria Giuseppa di Waldburg-Scheer-Trauchburg. Nel 1787 iniziò la sua formazione con un lungo tour europeo che lo portò in Belgio, nei Paesi Bassi ed in Inghilterra, accompagnato da Joseph Kleiser.

### Principe di Fürstenberg-Fürstenberg
Dopo che suo padre morì, suo fratello maggiore Giuseppe Maria ottenne il governo del principato di famiglia, mantenendolo però solo sino alla sua altrettanto repentina scomparsa nel 1796. Non avendo avuto figli quest'ultimo, Carlo Gioacchino gli succedette come Principe di Fürstenberg-Fürstenberg.
Tutto questo accadde in un momento in cui i confini dello stato erano minacciati dalle armate rivoluzionarie francesi che avanzavano sul Reno e per questo Carlo Gioacchino venne costretto dapprima a fuggire al suo castello di Heiligenberg. L'Imperatore gli rinnovò la sua fiducia affidandogli il comando delle armate della provincia, ma dovette successivamente ritirarsi ed è probabilmente da questo suo gesto che molti storici hanno derivato sue presunte simpatie per la causa francese al punto che avrebbe tentato di aderire alla Confederazione del Reno anche per salvaguardare le sue terre. Il Principato di Fürstenberg-Fürstenberg dovette ad ogni modo subire dapprima il passaggio delle truppe francesi e poi di quelle austriache, rimanendo a lungo teatro di guerra.

### Matrimonio e morte
Carlo Gioacchino l'11 gennaio 1796 aveva sposato sua cugina Carolina Sofia di Fürstenberg-Weitra (20 agosto 1777–25 febbraio 1846), figlia del langravio Gioacchino di Fürstenberg-Weitra. La coppia non ebbe figli e con Carlo Gioacchino si estinse la linea dei Fürstenberg-Stühlingen e l'eredità del principato di famiglia passò al rappresentante della linea sussidiaria boema, Carlo Egon II.